# Maro Konda
Maro Konda (Fterrë, ? – Çorraj, 15??), albanska narodna junakinja iz prve polovine XVI. stoljeća, simbol borbe protiv Osmanlija.
O njezinu životu ne postoji mnogo saznanja. Rođena je u Fterrëu, a udala se oko 1537. u Çorraju. 
Tijekom osmanske opsade Çorraja napadači su zauzeli izvore vode, otežavajući braniteljima obranu grada. Jednoga se dana Maro uputila na izvore i napala Osmanlije, a kada se našla okružena, bacila se u obližnji ponor, povlačeći sa sobom u smrt i dio janjičara koji su opsjedali grad.
Predaja o njezinom junaštvu brzo se proširila narodom te je postala simbolom otpora Osmanlijama, time i čest motiv u narodnom pjesništvu, ali i umjetnosti.
Poznati su stihovi narodne pjesme o njoj: 

„Bijë Fterre, nuse Çorre, 

Djalin më të mirë morre, 

Po ç’e do, nuk e gëzove, 

Nga shkëminjtë u lëshove, 

Turqitë prapa ç’i more, 

S’more një, po dy tabore...”

## Pogledajte i:
- Mila Gojsalić
- Diva Grabovčeva

## Vanjske poveznice
- Kalo Bregu - Maro Konda hane hane